# オレンジボール
『オレンジボール』は、日本のミクスチャーバンド、ORANGE RANGEのインディーズ時代のミニアルバム。

## 解説
- インディーズ時代の唯一のアルバム。2016年7月20日に発売された『縁盤』が出るまでは、メンバーがジャケットに写っている唯一のアルバムだった。
- RYOの声が現在と大きく違っている。
- このアルバムの中から数曲がリメイクされてメジャーデビュー後に発表されている。
- メンバーが毒突いた時々にモヒカンのスタッフが「これでも聴いて元気になれよ。」など言って大音量でメンバーに流すらしい。その時メンバーはものすごい恥ずかしいらしく、メンバー全員が聴くのが嫌なほどの作品になってしまったようだ。
- 2010年7月28日から、iTunes Storeにて配信されている。

## 収録曲
1. 奏重鼓
ORANGE RANGEのオリジナル曲として1番初めに作られた曲であり、メジャーデビュー後もしばらくはライブのアンコールで歌われていた。
『ИATURAL』に収録されている「夢人」のサビ部分の原曲である。また「イカSUMMER」のカップリングにセッションで演奏された「SJK06」が収録されている。
タイトルである「奏重鼓」という言葉はORANGE RANGEの曲の歌詞の中で何度か使われている。
2. ガジェットグルーヴ
ストーリー性の高い曲である。
MC陣が歌詞を覚えられないからか、今では演奏されなくなった。
3. キリキリマイ
ORANGE RANGEが3曲目に作った曲。
メジャーデビューシングルとなる「キリキリマイ」の原曲である。
後に数多くの別バージョンが製作されることになる。
4. フラワーガーデン
ORANGE RANGEが2番目に作った曲。
5. 中毒
メンバーの思い入れもあり、2004年までライブで歌われていた。
6. ベロシティー
「ビバ★ロック」と『1st CONTACT』に収録されている「ベロシティー3000」の原曲。
7. ファンクテューン
高校のときの学園祭で演奏した曲であり、メンバーの思い出に残っている曲。
2010年2月20日にさいたまスーパーアリーナで開催された「ORANGERANGEカーニバル 〜春の祭典スペシャル〜」でも披露されて2010年6月9日に発売されたライブDVDの『LIVE カーニバル〜春の祭典スペシャル〜』にも収録された。
8. 奏重鼓-RKDRMX-
RYUKYUDISKOによるRemixバージョン。